# Сомакампаня
Сомакампа̀ня (на италиански: Sommacampagna; на венециански: Somacanpagna, Сомаканпаня) е град и община в Северна Италия, провинция Верона, регион Венето. Разположен е на 121 m надморска височина. Населението на общината е 14 786 души (към 2015 г.).